# Linha E do Metropolitano do Porto
 
Aeroporto ↔ Estádio do Dragão
Nome popular: Linha do Aeroporto
Tempo de viagem: 36 minutos
Melhor frequência: 15 minutos
Comprimento: 13 Km
A Linha E ou Linha Violeta é uma das seis linhas do Metro do Porto que liga a cidade do Porto, desde a Estação Estádio do Dragão, ao seu Aeroporto no concelho da Maia. Conta com 21 estações.

## História
Em 27 de Maio de 2006, em cerimónia presidida pelo Primeiro-Ministro, José Sócrates, considerou-se concluída a primeira fase da rede, com a entrada em funcionamento da linha Violeta (linha E), que passa a ligar a baixa do Porto ao Aeroporto Francisco Sá Carneiro, sendo a primeira rede de metropolitano em Portugal a fazer tal tipo de ligação, e a segunda na Península Ibérica. Este nova linha usa o canal da Linha B, acrescentando apenas 1 480 metros e 3 novas estações:
- Verdes (estação não incluída quando a Linha B foi construída),
- Botica,
- Aeroporto.

### Encurtamento
A 14 de julho de 2019, com a entrada do horário de Verão de 2019, a linha deixou de fazer serviço até ao Estádio do Dragão, fazendo apenas até à estação da Trindade, passando de 21 para 16 estações no total, em um trajeto que levava 28 minutos. Entretanto, o serviço foi reposto até ao Estádio do Dragão, alternando com o serviço até à Trindade, após por um breve período ter viagens a terminar na estação de Campanhã.